# 2 Księga Kronik
Druga Księga Kronik (hebr. דִּבְרֵי הַיָּמִים ב Diḇrê Hayyāmîm 2) – biblijna księga Starego Testamentu. Opisuje wydarzenia od panowania Salomona do wydania dekretu przez perskiego króla Cyrusa o powrocie Żydów do ojczyzny.